# E.L.E. (Extinction Level Event): The Final World Front
E.L.E. (Extinction Level Event): The Final World Front ist das dritte Soloalbum des US-amerikanischen Rappers Busta Rhymes. Es erschien am 15. Dezember 1998 über Flipmode Records und Elektra Records. 

## Produktion
Wie bei den vorherigen Alben Busta Rhymes The Coming und When Disaster Strikes war auch in der Produktionsphase von E.L.E. DJ Scratch beteiligt. Dieser hat die Stücke Gimme Some More, Party Is Goin' On Over Here, Do The Bus A Bus und The Burial Song (Outro) produziert. Nottz hat die Lieder Everybody Rise, Where We Are About To Take It und Extinction Level Event (The Song Of Salvation) arrangiert. Des Weiteren hat Swizz Beatz die musikalische Untermalung zu Tear Da Roof Off und Just Give It To Me Raw, Jamal zu Against All Odds, Rockwilder zu Do It To Death, Rashad Smith zu Keepin' It Tight und Hassan Big Haas The Fantom zu Take It Off beigesteuert. Darrell „Delite“ Allamby hat What's It Gonna Be?! sowie gemeinsam mit Kenny Dickerson Iz They Wildin Wit Us & Getting Rowdy Wit Us produziert. Busta Rhymes hat mit This Means War!! eine Produktion für sein Album beigetragen. Diamond D, welcher durch die Gruppe D.I.T.C. Bekanntheit erlangt hatte, steuerte den Beat zu What The Fuck You Want!! bei. Deric „D-Dot“ Angelettie und Nashiem Myrick produzierten Hot Shit Makin' Ya Bounce.

## Titelliste
1. There’s Only One Year Left!!! (Intro) – 2:37
2. Everybody Rise – 2:59
3. Where We Are About to Take It – 3:06
4. Extinction Level Event (The Song of Salvation) – 3:34
5. Tear da Roof Off – 3:36
6. Against All Odds (feat. The Flipmode Squad) – 4:18
7. Just Give It to Me Raw – 3:01
8. Do It to Death – 3:27
9. Keepin’ It Tight – 4:27
10. Gimme Some More – 2:39
11. Iz They Wildin Wit Us & Gettin’ Rowdy Wit Us? (feat. Mystikal) – 3:39
12. Party Is Goin’ on Over Here – 2:32
13. Do the Bus a Bus – 4:58
14. Take It Off – 3:07
15. What’s It Gonna Be?! (feat. Janet Jackson) – 5:24
16. Hot Shit Makin’ Ya Bounce – 3:32
17. What the Fuck You Want!! – 3:15
18. This Means War!! (feat. Ozzy Osbourne) – 4:35
19. The Burial Song (Outro) – 5:04

## Rezeption
In einer Kritik von Entertainment Weekly erhielt das Album die Note „B“. Rhymes trage seine Reime mit einer wahnsinnigen Leidenschaft vor und stelle eine charmante, cartoonartige Figur dar („mountains of rhymes with a maniacal fervor (and a charming, cartoonish persona)“). Negativ wird zum Teil die Produktion des Albums kritisiert, da die Beats und Sound-Effekte dem „Energie-Level“ des Rappers nicht gerecht werden („The beats and sound effects don't always live up to Rhymes' energy level“).
All Music Guide wertete E.L.E. positiv. Stephen Thomas Erlewine, Redakteur der Seite, merkte an, dass Busta Rhymes in erschreckend kurzer Zeit zum Superstar aufgestiegen sei. Dies führte er darauf zurück, dass es keinen vergleichbaren Rapper zu Rhymes gebe. Busta Rhymes zeichne sich durch seinen Sinn für Humor, einen ausgefallenen Kleidungsstil und den Mut, Risiken einzugehen, aus, womit er Jurassic 5 und Wu-Tang Clan ähnele, die die Grenzen des Hip-Hops verschoben hatten („Nobody else in his position had his wild sense of humor, reckless fashion sense, and, most importantly, willingness to take risks. Yes, underground rappers like the Jurassic Five and the entire Wu clan relentlessly pushed the boundaries of hip-hop, but they operated at the fringes of pop culture.“). Im Gegensatz zu diesen stehe Rhymes jedoch nicht am Rand der Popkultur, sondern positioniere sich in der Mitte der Gesellschaft („Busta placed himself smack in the middle of middle America“). E.L.E. wird für seine harten Beats, intelligenten Texte, guten Kollaborationen und verrückten Samples gelobt („it has hard beats, weird samples, unpredictable musical juxtapositions and collaborations, and sharp, intelligent rhymes.“).
Bei den Grammy Awards 2000 wurde E.L.E. (Extinction Level Event): The Final World Front in der Kategorie Best Rap Album nominiert, unterlag jedoch The Slim Shady LP von Eminem.

## Kommerzieller Erfolg

### Chartplatzierungen
E.L.E. erreichte Platz 12 der US-amerikanischen Charts. Es war 32 Wochen in den Billboard 200 vertreten. In Deutschland erreichte das Album Rang 48 und hielt sich zwei Wochen in der Hitparade. Auch in den Niederlanden konnte sich E.L.E. mit Position 56 in den Album-Charts platzieren.
| ChartsChartplatzierungen       | Höchstplatzierung | Wochen |
| ------------------------------ | ----------------- | ------ |
| Deutschland (GfK)              | 45 (7 Wo.)        | 7      |
| Schweiz (IFPI)                 | 45 (1 Wo.)        | 1      |
| Vereinigte Staaten (Billboard) | 12 (32 Wo.)       | 32     |
| Vereinigtes Königreich (OCC)   | 54 (12 Wo.)       | 12     |

### Auszeichnungen für Musikverkäufe
| Land/Region                  | Auszeichnungen für Musikverkäufe (Land/Region, Auszeichnung, Verkäufe) | Verkäufe  |
| ---------------------------- | ---------------------------------------------------------------------- | --------- |
| Vereinigte Staaten (RIAA)    | Platin                                                                 | 1.000.000 |
| Vereinigtes Königreich (BPI) | Gold                                                                   | 100.000   |
| Insgesamt                    | 1× Gold · 1× Platin ·                                                  | 1.100.000 |